# 松戸北郵便局
松戸北郵便局（まつどきたゆうびんきょく）は千葉県松戸市にある郵便局である。民営化前の分類では集配普通郵便局であった（現在は集配機能を廃止）。

## 概要
住所：〒270-0021 千葉県松戸市小金原6-6-3

### 併設施設
- ゆうちょ銀行松戸店（さいたま支店松戸出張所）：取扱店番号 054580

## 沿革
- 1971年（昭和46年）9月27日 - 松戸北郵便局として、松戸市小金原六丁目に開局[1][2]。同日、松戸郵便局から集配業務の一部を、また小金郵便局から地域区分業務および集配業務の全部を移管。
- 1988年（昭和63年）10月17日 - 新設された浦安郵便局に地域区分業務を移管。
- 1997年（平成9年）10月13日 - 集配業務の一部を、新設された松戸南郵便局に移管。
- 1998年（平成10年）9月1日 - 外国通貨の両替および旅行小切手の売買に関する業務取扱を開始
- 2007年（平成19年）10月1日 - 民営化に伴い、併設された郵便事業松戸北支店、ゆうちょ銀行松戸店に一部業務を移管。
- 2012年（平成24年）10月1日 - 日本郵便株式会社発足に伴い、郵便事業松戸北支店を松戸北郵便局に統合。
- 2024年（令和6年）2月26日 - 集配業務を松戸南郵便局に移管し、ゆうゆう窓口を廃止[3]。これにより郵便局専用番号（〒270-8799）も廃止。

## 取扱内容

### 松戸北郵便局
- 郵便、印紙、ゆうパック、内容証明
- 生命保険、バイク自賠責保険、自動車保険

### ゆうちょ銀行松戸店
- 貯金、貸付、為替、振替、振込、国際送金、外貨両替、トラベラーズチェック、国債、投資信託、変額年金保険
- ATM

## 風景印
- 図案は市史跡『本土寺の五重塔・ぼん鐘』・『紫陽花』・『梨』・『城跡碑』
- 使用開始日は1992年（平成4年）6月6日

### 過去の風景印
- 1976年（昭和51年）4月24日 - 1992年（平成4年）6月5日
  - 図案は『本土寺の釣り鐘』・『小金大谷口城址碑』・『紫陽花』・『梨』

## 周辺
- 松戸市役所 小金原支所
  - 松戸市立図書館 小金原分館
- 小金原団地
- 小金原商店街（けやきプラザ）
- 松戸市立小金原体育館
- 茂侶神社

## アクセス
- JR常磐線北小金駅（南口）から徒歩約33分
- JR常磐線・武蔵野線新松戸駅から徒歩約35分
- 京成松戸線常盤平駅から徒歩約27分
- 京成バス 行政センター停留所下車
- 駐車場あり：5台